# Jahor Szpuntou
Jahor Jurjewicz Szpuntou (biał. Ягор Юр’евіч Шпунтоў; ros. Егор Юрьевич Шпунтов, Jegor Jurjewicz Szpuntow; ur. 5 sierpnia 1999 w Nowopołocku) – białoruski biegacz narciarski, olimpijczyk z Pekinu 2022.
Mieszka w Mińsku.

## Kariera
Najlepsze wyniki notuje w sprincie. Przeważnie startuje w Pucharze Europy Wschodniej. W Pucharze Świata wystąpił kilkukrotnie, debiutując w Falun w sezonie 2020/2021.

## Udział w zawodach międzynarodowych
| Impreza                     | Rok  | Gospodarz        | Konkurencja             | Miejsce |                      |      |       |                   |     |
| --------------------------- | ---- | ---------------- | ----------------------- | ------- | -------------------- | ---- | ----- | ----------------- | --- |
| Impreza                     | Rok  | Gospodarz        | Konkurencja             | Miejsce | Igrzyska olimpijskie | 2022 | Pekin | bieg indywidualny | 68. |
| sprint                      | 53.  |                  |                         |         | Igrzyska olimpijskie | 2022 | Pekin |                   |     |
| sprint drużynowy            | 12.  |                  |                         |         | Igrzyska olimpijskie | 2022 | Pekin |                   |     |
| Mistrzostwa świata          | 2021 | Oberstdorf       | sprint                  | 47.     |                      |      |       |                   |     |
| Mistrzostwa świata juniorów | 2018 | Goms, Kandersteg | 10 km stylem klasycznym | 61.     |                      |      |       |                   |     |
| Mistrzostwa świata juniorów | 2018 | Goms, Kandersteg | sprint                  | 15.     |                      |      |       |                   |     |
| Mistrzostwa świata juniorów | 2018 | Goms, Kandersteg | bieg sztafetowy         | 15.     |                      |      |       |                   |     |
| Mistrzostwa świata juniorów | 2019 | Lahti            | 10 km stylem klasycznym | 62.     |                      |      |       |                   |     |
| Mistrzostwa świata juniorów | 2019 | Lahti            | sprint                  | 15.     |                      |      |       |                   |     |
| Mistrzostwa świata juniorów | 2019 | Lahti            | bieg sztafetowy         | 14.     |                      |      |       |                   |     |
| Mistrzostwa świata juniorów | 2020 | Oberwiesenthal   | sprint                  | 43.     |                      |      |       |                   |     |
| Mistrzostwa świata juniorów | 2021 | Vuokatti         | sprint                  | 18.     |                      |      |       |                   |     |